# Annalisa Stroppa

Annalisa Stroppa

Annalisa Stroppa (geboren in Brescia) ist eine italienische Opernsängerin der Stimmlage Mezzosopran.

## Leben und Wirken
Annalisa Stroppa begann als Kind mit dem Klavierspiel. Sie studierte Erziehungswissenschaften an der Universität Brescia und Gesang am Konservatorium Luca Marenzio in Brescia. Beide Studien schloss sie mit Auszeichnung ab. Sie ist Preisträgerin mehrerer Wettbewerbe, 2008 erhielt sie den zweiten Preis beim Concorso Magda Olivero und gewann 2010 den Concorso lirico Riccardo Zandonai in Riva del Garda.
Als Opernsängerin wurde sie 2010 von Riccardo Muti als Cover für die Partie des Carmi in La Betulia liberata verpflichtet und 2011 als Erstbesetzung des Cherubino in Mercadantes I due Figaro. Stroppa trat in Italien nahezu auf allen Opernbühnen auf, zum Beispiel am Teatro San Carlo und am Teatro Regio. In der Titelpartie in Bizets Carmen debütierte sie 2010 am Teatro Lirico in Spoleto und sang diese Rolle dann unter anderem 2017 und 2018 in Kasper Holtens Neuinszenierung bei den Bregenzer Festspielen.
Die Hosenrollen Cherubino in Mozarts Nozze di Figaro bzw. Stéphano in Roméo et Juliette sang sie an verschiedenen italienischen Opernhäusern, in der Arena di Verona und an der Opéra de Lausanne. Als Rosina in Il Barbiere di Siviglia trat sie nach ihrem Rollendebüt 2012 an der Oper Rom unter anderem am Teatro Liceu in Barcelona, an der Opéra de Monte Carlo, an der Deutschen Oper Berlin, der Staatsoper Unter den Linden, der Dresdner Semperoper, am Teatro Carlo Felice in Genua sowie in den römischen Caracalla-Thermen auf.
Die Adalgisa in Bellinis Norma verkörperte sie unter anderem am Teatro Colón in Buenos Aires, am Teatro Liceu Barcelona, am Teatro Real Madrid, am Staatstheater Wiesbaden und an der Bayerischen Staatsoper. Suzuki in Puccinis Madama Butterfly sang sie erstmals 2015 an der Pariser Opéra Bastille,  2016 in einer Premiere zur Spielzeiteröffnung am Teatro alla Scala (in der Urfassung von 1904) sowie an der Bayerischen Staatsoper und 2022 bei den Bregenzer Festspielen. Am Teatro alla Scala eröffnete Stroppa die Spielzeiten 2016 und Spielzeit 2017, dabei in Andrea Chénier an der Seite von Anna Netrebko und sang dort außerdem 2020 Stéphano in Roméo et Juliette.
Einige der weiteren Wirkungsstätten waren die Osterfestspiele Salzburg, die Staatsoper Hamburg, die Wiener Staatsoper die De Nationale Opera in Amsterdam, die Israeli Opera sowie die Arena des Théâtre Antique di Orange. Sie sang unter der musikalischen Leitung von Dirigenten wie Riccardo Chailly, Daniel Cohen, Teodor Currentzis, Diego Fasolis, Mikko Franck, John Eliot Gardiner, Enrique Mazzola, Zubin Mehta, Riccardo Muti, Renato Palumbo, Josep Pons, Nello Santi, Pinchas Steinberg, Hubert Soudant, Christian Thielemann, Lorenzo Viotti und Massimo Zanetti.
Zudem tritt sie regelmäßig in bekannten Konzertsälen auf, war 2009 im Rahmen der Operalia-Gala im ungarischen Pécs im Duett mit Plácido Domingo zu hören und sang mehrfach gemeinsam mit Andrea Bocelli. In Dallas übernahm sie die Mezzopartie in Berlioz’ Les nuits d’été mit dem Dallas Symphony Orchestra. Sie gastierte in St. Petersburg, Taipeh und Toronto, sang Rossinis Petite Messe solennelle beim Maggio Musicale Fiorentino, Mozarts Requiem im Teatro Massimo Palermo und Verdis Messa da Requiem an der Berliner Philharmonie mit den Berliner Philharmonikern und beim Festival Ljubljana. 2020 war sie in Bergamo als Altsolistin in Donizettis Messa da Requiem in einem Gedenk-Konzert zur Corona-Pandemie zu hören. Das Konzert wurde vom Fernsehsender Rai 1 übertragen.

## Opernrepertoire (Auswahl)
- Bellini: Romeo in I Capuleti e i Montecchi; Adalgisa in Norma; Enrichetta in I puritani
- Berlioz: Ascanio in Benvenuto Cellini
- Bizet: Titelpartie und Mercedes in Carmen
- Cimarosa: Dorina in Il marito disperato
- Donizetti: Giovanna Seymour in Anna Bolena
- Gluck: Orfeo in Orfeo ed Euridice
- Giordano: Bersi in Andrea Chénier
- Gounod: Siebel in Faust; Stéphano in Roméo et Juliette
- Haydn: Lisetta in Il mondo della luna
- Humperdinck: Hänsel in Hänsel und Gretel
- Mascagni: Lola in Cavalleria rusticana
- Mercadante: Cherubino in I due Figaro
- Mozart: Mme Pfeil in Der Schauspieldirektor; Dorabella in Così fan tutte; Zerlina in Don Giovanni; Dorabella in Così fan tutte
- Offenbach: Nicklausse in Les Contes d'Hoffmann
- Puccini: Suzuki in Madama Butterfly
- Rossini: Angelina in La Cenerentola; Emilia in Otello  Rosina in Il barbiere di Siviglia
- Verdi: Fenena in Nabucco; Emilia in Otello; Titelpartie in Giovanna d’Arco; Maddalena in Rigoletto; Ines in Il trovatore; Meg Page in Falstaff
- Vivaldi: Dorilla in Dorilla in Tempe

## Diskografie (Auswahl)
- I due figaro, Teatro Alighieri, (Ducale; 2011)
- Cavalleria rusticana, Pagliacci Osterfestspiele Salzburg (Sony; 2015)
- I Puritani, Teatro Real (Naxos Distribution, Catalogue No: BAC142; 2017)
- Madama Butterfly, Teatro alla Scala (Decca; 2019)
- Norma, Teatro Carlo Felice (Bongiovanni, Catalogue No: AB 20041; 2019)